# Variationskoefficient
Variationskoefficient är ett spridningsmått som används inom sannolikhetslära och statistikberäkningar. Vid observationer på olika skalor ex. 1,2,3,4,5 och 100,200,300,400,500 kommer standardavvikelserna vara olika (större vid högre skalor) även om de procentuellt sett är lika. Variationskoefficienten är en normaliserad standardavvikelse och uttrycker standardavvikelsen som procentandelar av medelvärdet. Variationskoefficenten gör alltså standardavvikelser på olika skalor jämförbara.
Variationskoefficienten räknas ut som standardavvikelsen dividerad med absolutvärdet av medelvärdet och uttrycks i procent. Den betecknas ofta som cv efter engelska coefficient of variation.
Mätserie.1 Medelvärdet är 39 och standardavvikelsen 12;  cv = 12/39 = 30,8 %
Mätserie.2 Medelvärdet är 81 och standardavvikelsen 29;  cv = 29/81 = 35,8 %
Standardavvikelserna 12 och 29 skiljer sig mycket åt, men genom att räkna ut variationskoefficienten ser vi att de två seriernas spridning procentuellt sett är ganska lika.
Bland de olika typer av mätskalor som finns, så kan variationskoefficienten endast beräknas för data som är mätta i en  kvotskala. I en sådan skala finns det kontinuerliga mätvärden och en definierad nollpunkt.